# Axiome de l'infini
En mathématiques, dans le domaine de la théorie des ensembles, l'axiome de l'infini est l'un des axiomes de la théorie des ensembles de Zermelo-Fraenkel, qui assure l'existence d'un ensemble infini, plus précisément d'un ensemble qui contient une représentation des entiers naturels. Il apparait dans la première axiomatisation de la théorie des ensembles, publiée par Ernst Zermelo en 1908, sous une forme cependant un peu différente de celle exposée ci-dessous.

## Énoncé de l'axiome
Il existe plusieurs variantes de l'axiome, suivant par exemple que l'on dispose de la notion d'ordinal ou non. Une façon très intuitive serait de dire qu'un ensemble qui représente celui des entiers naturels existe. En fait on a juste besoin d'affirmer qu'un ensemble ayant pour éléments des représentations des entiers naturels (et éventuellement d'autres) existe.
Pour représenter les entiers naturels, on utilise un 0 et une opération successeur. Suivant les idées de von Neumann, on va représenter 0 par l'ensemble vide (qui a 0 éléments) et le successeur par la fonction x ↦ x ∪ {x}, qui à un ensemble associe celui obtenu en ajoutant l'ensemble de départ comme élément (et qui vérifie intuitivement que si x a n éléments, alors x ∪ {x} en a n + 1). L'existence de l'ensemble vide est assurée par un axiome ad hoc, ou par d'autres axiomes de la théorie. Pour un ensemble x donné, on peut former le singleton {x} par l'axiome de la paire, et la réunion x ∪ {x} par l'axiome de la réunion et à nouveau l'axiome de la paire.
On a évidemment que le successeur de tout ensemble est non vide : pour tout ensemble x, x ∪ {x} ≠ ∅. On montrera ensuite que, sur les entiers au moins, la fonction successeur est bien injective, ce qui assurera, avec la précédente propriété, qu'un ensemble qui contient 0 et le successeur de chacun de ses éléments contient bien une copie des entiers, et donc est infini au sens intuitif. On prendra d'ailleurs cette représentation comme définition des entiers en théorie des ensembles.
L'axiome s'écrit donc :
Il existe un ensemble auquel appartient l'ensemble vide et qui est clos par application du successeur x ↦ x ∪ {x},
c'est-à-dire dans le langage formel de la théorie des ensembles (le calcul des prédicats du premier ordre égalitaire avec pour seul symbole non logique celui pour l'appartenance, « ∈ ») :
{\displaystyle \exists A\quad {\rm {Cl}}(A)}
où Cl(Y) est le prédicat « ∅ ∈ Y et ∀ y (y ∈ Y ⇒ y ∪ {y} ∈ Y) », exprimant « Y est clos par successeur et ∅ lui appartient » (pour les abréviations « ∅ ∈ Y » et « y ∪ {y} ∈ Y », définies à partir de ∈, voir Axiome de l'ensemble vide, Axiome de la paire et Axiome de la réunion).

## L'ensemble des entiers naturels

### Définition
Informellement, l'ensemble A dont l'axiome de l'infini affirme l'existence contient pour chaque entier naturel un représentant, que l'on va prendre comme définition en théorie des ensembles. Par exemple 1 étant successeur de 0, et le singleton d'élément l'ensemble vide (c'est-à-dire 0) :
1 = 0 ∪ {0} = ∅ ∪ {∅} = {∅} = {0}.
De même, 2 en tant que successeur de 1, est la paire {0,1} :
2 = 1 ∪ {1} = {0} ∪ {1} = {∅, {∅}} = {0,1},
« et ainsi de suite ». L'existence de chacun de ces entiers est assurée sans axiome de l'infini. Une conséquence de cette « définition » (pour l'instant intuitive et informelle) est que chaque nombre entier est égal à l'ensemble de tous les nombres entiers qui le précèdent.
Pour formaliser le « et ainsi de suite », définissons le prédicat {\displaystyle {\rm {Ent}}(x)} comme :
{\displaystyle \forall A\quad ({\rm {Cl}}(A)\Rightarrow x\in A)}.

Dans toute la suite, nous appellerons « entiers naturels » — ou « entiers » — les éléments x vérifiant Ent(x).
Avec cette définition, 0 est un « entier » — formellement : on a Ent(0) — et le successeur x+ de tout « entier » x est un « entier » — Ent(x) ⇒ Ent(x+), et l'axiome de l'infini équivaut à
{\displaystyle \exists \omega \quad \forall x\quad ({\rm {Ent}}(x)\Leftrightarrow x\in \omega )},
c'est-à-dire :
La classe des entiers naturels est un ensemble.
En effet :
- soit A un ensemble vérifiant Cl(A) dont l'existence est assurée par l'axiome de l'infini. Alors, l'existence de l'ensemble ω est assurée par le schéma d'axiomes de compréhension et son unicité par l'axiome d'extensionnalité, en définissant ω comme l'intersection (donc le plus petit au sens de l'inclusion) de tous les ensembles contenant 0 et clos par successeur (A n'intervient que pour pouvoir définir ω en tant qu'ensemble, mais ω ne dépend pas de A) :

ω = { x ∈ A | Ent(x) } ;
- réciproquement, soit ω un ensemble dont les éléments sont les entiers naturels. Alors, ω vérifie Cl(ω).

La définition même de l'ensemble ω donne un énoncé du principe de récurrence sur les entiers : tout ensemble auquel 0 appartient et qui est clos par successeur est un sur-ensemble de ω. On peut en donner un énoncé un peu plus familier mais équivalent en théorie des ensembles par le schéma de compréhension, on note x+ le successeur de x, on a alors pour une propriété arbitraire exprimée dans le langage de la théorie des ensembles par la formule P x a1…ak (pas d'autre variable libre) :
∀ a1, … ,ak{ [ P 0 a1…ak et ∀ y ∈ ω (P y a1…ak ⇒ P y+ a1…ak)] ⇒ ∀ x ∈ ω P x a1…ak }
(toute propriété vraie en 0 et qui passe au successeur sur les entiers est vraie pour tous les entiers).
Par exemple : tout élément de ω est un ordinal fini.
La récurrence est valide pour toute propriété exprimée dans le langage de la théorie des ensembles. Ce n'est pas anodin : cela fait de cette récurrence une propriété beaucoup plus forte que la récurrence de l'arithmétique de Peano (comme théorie du premier ordre), le langage de la théorie des ensembles étant strictement plus expressif que celui de l'arithmétique de Peano.

### Ordre
L'axiome de l'infini nous a permis de démontrer, grâce à la propriété de récurrence sur les éléments de ω, que tout entier naturel est un ordinal fini.
La réciproque est vraie même sans cet axiome, grâce à la propriété de récurrence sur les ordinaux :
si ∀ x ∈ δ [ ( (∀ y ∈ x) Ent(y) ) ⇒ Ent(x) ] alors (∀ n ∈ δ) Ent(n),
appliquée au cas où δ est un ordinal fini : dans ce cas, pour tout élément x de δ, ou bien x est le successeur de l'un de ses éléments — donc x est entier dès que ses éléments le sont — ou bien x = 0, qui est lui aussi entier ; la propriété de récurrence sur les ordinaux permet alors d'affirmer que tout élément n d'un ordinal fini δ est entier, autrement dit : tout ordinal fini n est un entier.
Par conséquent (avec l'axiome de l'infini) :
ω est l'ensemble des ordinaux finis.
L'inclusion est donc un bon ordre sur ω, l'ordre strict associé est l'appartenance, et ω est transitif (∀x∈ω, x⊂ω), de même que tous ses éléments. C'est le plus petit ordinal infini.

### Axiomes de Peano
Puisque tous les éléments de ω sont des ordinaux, l'application successeur, de ω dans lui-même est injective. De plus, l'ensemble vide n'est pas un successeur. Enfin, la propriété de récurrence est satisfaite. On a vérifié ainsi les axiomes de Peano, qui sont donc des théorèmes dans ce contexte, et qui associés aux axiomes de la théorie des ensembles, permettent de construire les ensembles de nombres usuels comme les relatifs, les rationnels, les réels, les complexes…
L'axiome de l'infini a permis de définir un ensemble ω qui représente fidèlement les entiers naturels, en particulier parce qu'il vérifie les axiomes de Peano (qui deviennent donc des théorèmes) :
- ∀x ∈ ω x+ ≠ 0 ;
- ∀x ∈ ω ∀y ∈ ω (x+ = y+ ⇒ x = y) ;
- ∀ X { [ 0 ∈ X et ∀ y(y ∈ X ⇒ y+ ∈ X)] ⇒ ω ⊂ X }.

On a démontré directement au passage l'existence d'un bon ordre strict sur les entiers, dont on montre facilement qu'il est la clôture transitive du successeur, c'est-à-dire l'ordre usuel sur les entiers.
Une fois ces propriétés démontrées, on peut ignorer la façon dont les entiers ont été construits pour les développements mathématiques usuels. On montre en particulier le principe de définition par récurrence qui permet d'introduire par exemple l'addition, la multiplication, l'exponentielle, etc. Le principe de définition par récurrence permet également de montrer qu'en théorie des ensembles deux structures munies d'un 0 et d'une opération successeur et qui vérifient ces trois axiomes sont isomorphes. La façon dont on les a construits n'est donc pas très importante.
Par là même l'énoncé de l'axiome de l'infini n'a pas le caractère intrinsèque des autres axiomes : l'existence de n'importe quel ensemble qui permet une construction analogue convient. De plus, grâce à la définition par récurrence et au schéma de remplacement, on montre que l'existence de n'importe quel ensemble représentant les entiers a pour conséquence l'existence d'un autre ensemble représentant les entiers, avec un autre choix pour le 0 et le successeur.
Pour relativiser ce qui précède, il faut quand même ajouter que cette construction est particulièrement importante en théorie des ensembles. D'une part elle se généralise aux ordinaux et cette construction des ordinaux joue un rôle fondamental dans la théorie des ensembles moderne. D'autre part elle correspond à l'idée intuitive qui est de caractériser les classes d'équipotence des ensembles finis en en donnant un représentant par classe (chaque entier de von Neumann obtenu en appliquant n fois le successeur à partir de 0, a bien n éléments, (n étant l'entier au sens intuitif), et on choisit de définir un entier comme l'ensemble de tous les entiers qui le précèdent. Cette construction (pour les ordinaux en général) a d'ailleurs été découverte plusieurs fois : si elle a été introduite par von Neumann en 1923, elle avait été développée de façon plus informelle dans deux articles de Dmitry Mirimanoff en 1917, et par Zermelo en 1915 dans des écrits non publiés.

## Variantes
Il existe plusieurs variantes pour l'énoncé de l'axiome. Celle donnée au-dessus fait directement référence à la construction la plus usuelle des entiers en théorie des ensembles et se développe naturellement dans la théorie de Zermelo (on n'a jamais eu besoin du schéma d'axiomes de remplacement).
Cependant il existe d'autres énoncés de l'axiome avec des variations plus ou moins importantes.

### Ordinaux
Les ordinaux de la théorie des ensembles (sans axiome de l'infini) sont définis comme les ensembles transitifs (strictement) bien ordonnés par l'appartenance. L'ensemble vide est un ordinal et tout successeur d'un ordinal est un ordinal. Par conséquent, les entiers non nuls sont des ordinaux successeurs. Les ordinaux non vides et non successeurs sont appelés ordinaux limites. Ce sont les ordinaux auxquels l'ensemble vide appartient et qui sont stables par successeur.
Un énoncé possible de l'axiome de l'infini est le suivant :
Il existe un ordinal limite.
Il est équivalent à celui donné ci-dessus. En effet, on a montré que ω est un ordinal, et c'est même un ordinal limite (car non vide et stable par successeur). Réciproquement, tout ordinal limite α vérifie Cl(α).
Les deux énoncés sont donc équivalents, modulo les autres axiomes de la théorie des ensembles (ceux de Zermelo suffisent).

### Version de Zermelo
La version de Zermelo de l'axiome de l'infini est qu'il existe un ensemble auquel appartient l'ensemble vide, et tel que, si x appartient à cet ensemble, alors le singleton {x} lui appartient également.

## Indépendance de l'axiome de l'infini
Dans la théorie ZFC, si on omet l'axiome de l'infini, la collection des entiers naturels peut être une classe propre, c'est-à-dire que l'axiome de l'infini est bien nécessaire pour l'existence de ω. En effet on montre que dans un univers de la théorie des ensembles, Vω (voir axiome de fondation), la classe des ensembles héréditairement finis (les ensembles finis dont les éléments sont des ensembles finis, et ainsi de suite), est un modèle de tous les axiomes de ZFC sauf l'axiome de l'infini. En effet dans ce cas tous les ordinaux sont des entiers, or la classe des ordinaux est forcément une classe propre (voir paradoxe de Burali-Forti).
Ce modèle montre donc également que l'axiome de l'infini est indépendant des autres axiomes de ZFC, bien sûr à supposer que ZFC soit une théorie cohérente.